# Streblospio shrubsolii
Streblospio shrubsolii är en ringmaskart som först beskrevs av Buchanan 1890.  Streblospio shrubsolii ingår i släktet Streblospio och familjen Spionidae. Inga underarter finns listade i Catalogue of Life.